# Kadratur

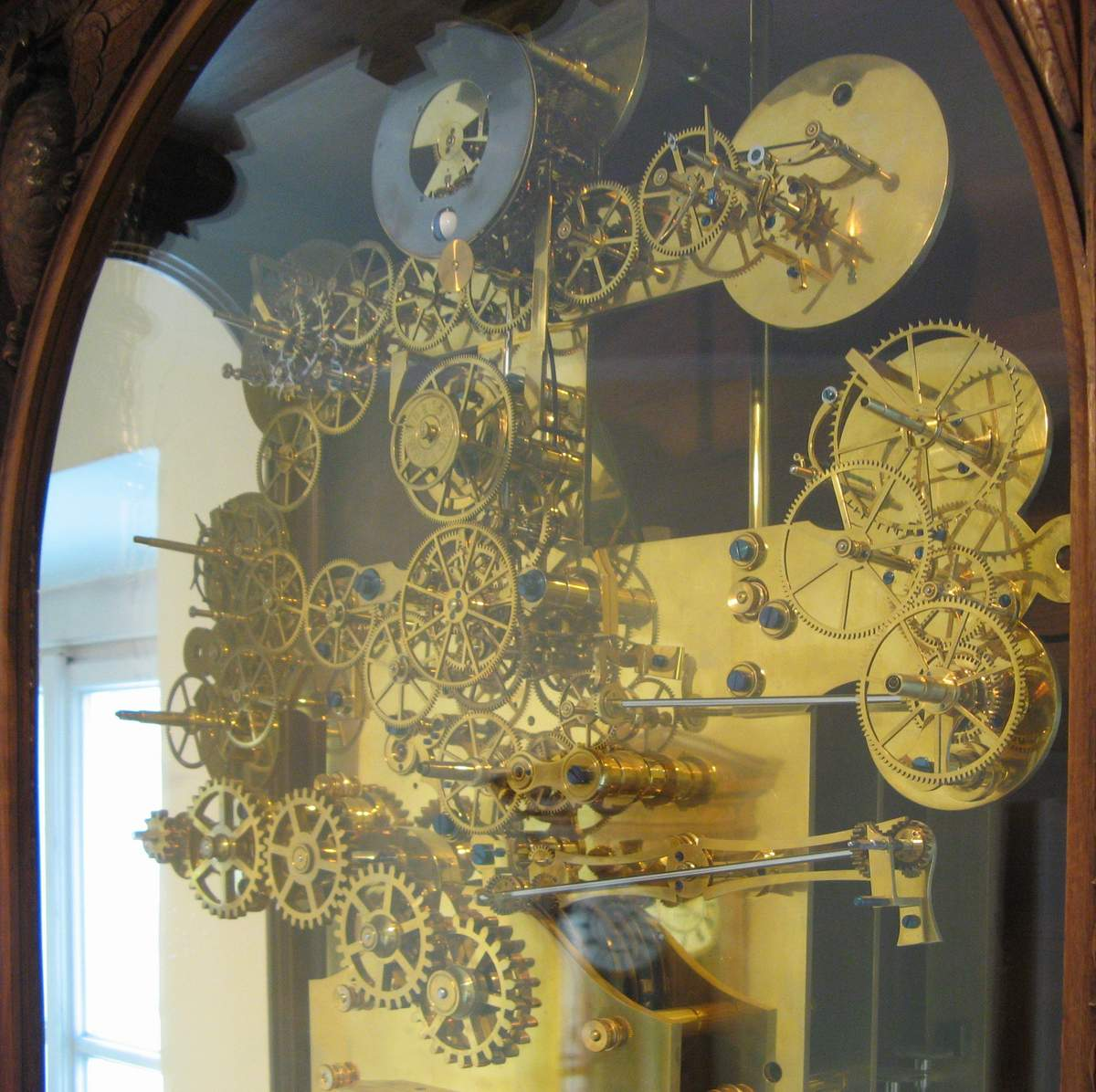
Kadratur der Astronomischen Uhr von Franz Zajizek (Wien 1863–73)

Die Kadratur (auch Cadratur oder Kadraktur) ist ein zusätzliches Schaltwerk bei komplizierten Uhren. Es ist die uhrentechnische Bezeichnung für einen modularen Mechanismus für zusätzliche Funktionen von Uhren. Es ist eine Art Vorgelege zum Uhrwerk, entweder zwischen Uhrwerk und Zifferblatt eingefügt oder in der aufwendigeren Form im Uhrwerk selbst integriert, um weitere Funktionen zu ermöglichen.
Kadraturen werden von Kadraturisten hergestellt.
Beispiele für Kadraturen sind:
- Schlagwerk, etwa als Repetitionsschlagwerk
- Wecker
- Musikspielwerk
- Kalenderwerk für die Darstellung eines Kalenders. Das Kalendarium ist der korrespondierende Teil des Anzeigewerks, der nicht für die Anzeige der Uhrzeit, sondern für Tag, Monat, Jahr, Wochentag, Mondphasen etc. zuständig ist.
- Chronograph (Stoppuhrfunktion einer Uhr)